# إنديانابوليس 500 سنة 1948
سباق إنديانا بوليس -500 ميل 1948 أقيم في حلبة إنديانابوليس موتور سبيدواي في 31 مايو 1948 وفاز في السباق ماوري روس من فريق لو مور بمتوسط سرعة 119.814 ميل/س (192.822 كم/س).
وكان أول المنطلقين ريكس ميس بسرعة 130.577 ميل/س (210.143 كم/س).